# Посластичар
Посластичар је врста занатлија који прави посластице и разне освежавајуће напитке.
Материјал који користи у свом раду су углавном чоколада, јаја, шећер, брашно, воће и млеко.
Посластичарски прибор су средства која посластичар користи у свом раду. То су шерпе, калупи, миксери и разне друге машине и направе.

## Производи
Посластичарске производе које прави по рецептима можемо купити у посластичарници. То су колачи, торте, сладолед, воћне салате, воћни сокови, лимунада.
Торте које можемо наћи у посластичарници су: Реформ торта, Добош торта, Плазма торта, разне врсте воћних и чоколадних торти. 
Посластичар прави различите врсте колача: тулумбе, кремпите, шампите, баклаве.
У свом раду посластичар треба да буде педантан и спретан.